# Ivan Babonić
Ivan I. Babonić († nakon 1334.), slavonski knez, slavonski ban (1316. – 1322.) i hrvatski ban (1322. – 1323.) iz obitelji Babonića. Bio je sin kneza Babonega II., brat slavonskog bana Stjepana V. († o. 1320.) i nećak bana Stjepana III. († nakon 1295.).
Poslije smrti njegova rođaka bana Radoslava I. 1295. godine koji nije ostavio muških potomaka, knez Ivan I. i njegova braća Stjepan V., Radoslav II. i Oto sukobili su se s kraljem Andrijom III. (1292. – 1301.) oko rođakovog nasljedstva, osobito grada Vrbasa. Međutim, potaknut političkim akcijama suparničke anžuvinske dinastije, Andrija III. se izmirio s Babonićima u ljeto 1299. godine te im dodijelio sve posjede preminulog Radoslava I., izuzev Susedgrada, Vrbasa i Glaža te im predao banski naslov. Kao odgovor na darovnicu Andrije III., napuljski je kralj Karlo II. Anžuvinac potvrdio Babonićima 7. rujna 1299. godine sve posjede i dodijelio im nasljednu bansku čast.
Dolaskom Anžuvinaca na hrvatsko-ugarsko prijestolje, Babonići su izgubili nasljednu bansku čast, zbog čega im je opala moć i utjecaj pa su se povezali s Habsburgovcima preko bračnih veza s Goričkim grofovima, nakon što je knez Ivan I. uzeo 1308. godine Klaru Eufemiju Goričku za svoju ženu.
Godine 1309. sudjelovao je u sukobima u Furlaniji na strani goričko-tirolskog grofa Henrika II. Sukobi su se nastavili i 1310. godine kada je knez Ivan I. opet došao s vojskom od šest stotina vojnika i potukao saveznika Henrikova protivnika, kneza Rizzara de Camina. Godine 1313. ponovno je priskočio u pomoć grofu Henriku II. i opsjeo grad Udine te popalio i opustošio okolna sela.
Naslijedio je brata u banskoj časti i nastavio sukob s Gisingovcima, koji su bili protivnici kralja Karla I. Roberta (1301. – 1342.). U tim borbama, ranjen je prilikom opsjedanja grada Zdenca. Kralj mu je za nagradu dao grad Moslavinu te posjede Međurječje i Položnicu u Goričkoj župi, a potvrdio mu je još neke posjede, koje je Ivan već bio oteo protivnicima. Godine 1316. hrvatsko-dalmatinski ban Mladen II. Šubić Bribirski (1312. – 1322.) digao je vojsku protiv slavonskog bana Ivana, ali već 1319. godine njih dvojica zajedno ratuju protiv srpskog kralja Stefana Uroša Milutina (1282. – 1321.).
Braća Babonići podijelili su obiteljske posjede među sobom 1313. i 1314. godine, čime je Stjepan IV. dobio stare obiteljsku baštinu oko Steničnjaka, Ivan I. posjede oko Zrina, a Radoslav II. posjede uz Sanu i grad Blagaj, po kojem su njegovi potomci nazvani Blagajskima.
Budući da nije imao vlastitih sinova, 1321. godine posinio je nećaka, kneza Ivana II., sina svojeg brata Stjepana V., kojemu je vjerojatno bio krsni kum.
Godine 1322. provalio je ban Ivan I. s braćom i bosanskim banovima u Hrvatsku, gdje je u bitki kod Blizne porazio hrvatskog bana Mladena II. Nakon pobjede kralj ga je imenovao banom čitave Slavonije, Hrvatske i Dalmacije. Kako nije imao uspjeha u obnovljanju kraljevske vlasti u Hrvatskoj, kralj Karlo I. ga je razriješio banske časti, zbog čega se Ivan I. sukobio s kraljem. Godine 1326. Babonići su izgubili staru baštinu Steničnjak, ali im je kralj poslije oprostio poslušnost i umjesto Steničnjaka predao im grad Donju Moslavinu. Istodobno, kralj je Ivana imenovao kraljičinim tavernikom (do 1333.).